# ヒーローマガジン
『ヒーローマガジン』は、かつて講談社より発行されていた漫画雑誌である。1989年10月号(9月2日発売)から1991年1月号まで発行された。
小学校低学年向けのマンガ雑誌として、創刊されたが、およそ1年4か月で廃刊となった。ふろくには別冊まんがの他に、当時の読売巨人軍の選手名鑑や、市販されているアニメ・特撮関係のビデオリストなどといったような資料性の高い内容の冊子があった。

## 連載作品
- パラソルヘンべえ（藤子不二雄A） ※1989年10月号-1991年1月号
- 甲子園の魔球児（岡﨑つぐお） ※1989年10月号-1990年10月号
- 天才バカボン（赤塚不二夫） ※1989年10月号-1991年1月号
- バトルサンダー（島本和彦） ※1989年10月号-1991年1月号
- 遠山の金ちゃん（板井れんたろう） ※1989年10月号-1991年1月号
- スターラリー メガロボール（池原しげと） ※1989年10月号-1990年5月号
- UFO仮面（田森庸介） ※1989年10月号-1991年1月号
- はるかな森ものがたり 雷人くん（勝川克志） ※1989年10月号-1991年1月号
- それゆけ!ガッテンダー（細井雄二） ※1989年10月号-1990年7月号
- ラブラブ魔子先生→魔子先生のラブラブ学園（えびはら武司） ※1989年10月号-1991年1月号
- おまじないマン（槙村ただし） ※1989年10月号-1991年1月号
- はたらっカー（ジャッキー雨野） ※1989年10月号-1990年6月号
- マットの鷹 イナズマホーク（はらだくにちか） ※1989年10月号-1990年6月号
- 恐竜の国の少年デボン（田川滋） ※1989年10月号-1990年6月号
- サッカーの双ツ星 タケルと皇（吉森みき男、作:田中舘哲彦） ※1989年10月号-1990年5月号
- ぐゎんばる怪獣ポコラ（とや邦行） ※1989年10月号-1990年7月号
- 装甲戦神ガイアーム（森藤よしひろ） ※1990年1月号-7月号
- のらくろ（山根赤鬼、作:田河水泡） ※1990年1月号-1991年1月号
- ゴジラくん（沢田ユキオ） ※1990年5月号-1991年1月号
- 鉄仮面（やぎむら亜樹、作:藤井邦夫） ※1990年6月号-12月号
- 怪盗ルパン（田上雅章、作:モーリス・ルブラン） ※1990年7月号-12月号
- サンシロー（田川滋） ※1990年8月号-1991年1月号
- 天から天太（内崎まさとし） ※1990年10月号-1991年1月号
- フルーツ戦士イチゴ1号（島本和彦） ※1990年11月号-1991年1月号
- ナンジャデンキ丸（なかのともひこ） ※1990年12月号-1991年1月号

## 読み切り作品
- ウルトラマン（一峰大二） ※1989年10月号別冊ふろく
- 少林寺!パンダ拳（蒼木陽） ※1989年11月号別冊ふろく
- 超古代少女ヒミコーン（あおきてつお） ※1990年3月号別冊ふろく
- ウルトラセブン（一峰大二） ※1990年5月号別冊ふろく
- 名犬!?ブルブル（はまだよしみ） ※1991年1月号
- ウルトラマングレート（森藤よしひろ） ※1991年1月号
- かにたまくん（白川佳代子） ※1991年1月号
- 彷徨忍烈伝ギンガ（岩田和久）